# Bitwa pod Quebec (1690)
Bitwa pod Quebec – starcie zbrojne, które miało miejsce w dniach 16–24 października 1690.
Po zdobyciu Port Royal w Nowej Szkocji Anglicy spróbowali zająć Quebec przy użyciu amerykańskiej milicji kolonialnej, jednak akcja skończyła się niepowodzeniem. Pod Beauport wylądowały brytyjskie siły inwazyjne dowodzone przez Williama Phipsa (2300 regularnych żołnierzy, 60 Indian, 6 dział). Dostarczyła ich flota angielska w sile 34 okrętów. Wojska te zostały jednak odrzucone przez hrabiego Frontenaca (w tym czasie gubernatora Nowej Francji) (2 000 milicji) przy pomocy ostrzału artyleryjskiego prowadzonego ze szczytu urwiska.
Podczas odwrotu spod Quebecu, sztormy zatopiły 3 okręty a ospa opanowała pozostałe. W walce przeciwko Francuzom zginęło tylko 30 Anglików, a 50 zostało rannych. Za to choroba i rzeka Świętego Wawrzyńca pochłonęła 1 000 ofiar więcej.